# 马圭尔山
74°1′S 66°55′E / 74.017°S 66.917°E
马圭尔山（英語：Mount Maguire）是南極洲的山峰，位於麥克羅伯特森地，處於坎普斯頓山以南41公里，毗鄰蘭伯特冰川的源頭，該山峰以皇家澳洲空軍的無線電技工命名。